# Prospero Fontana

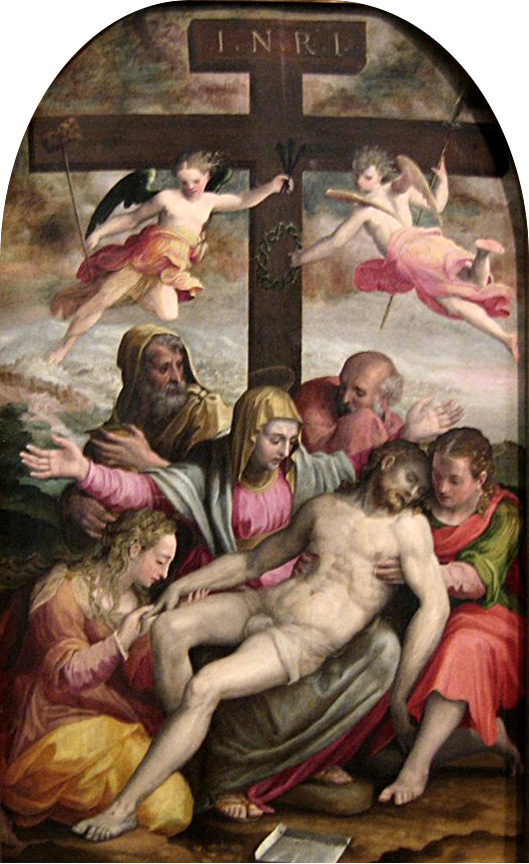
Deposición

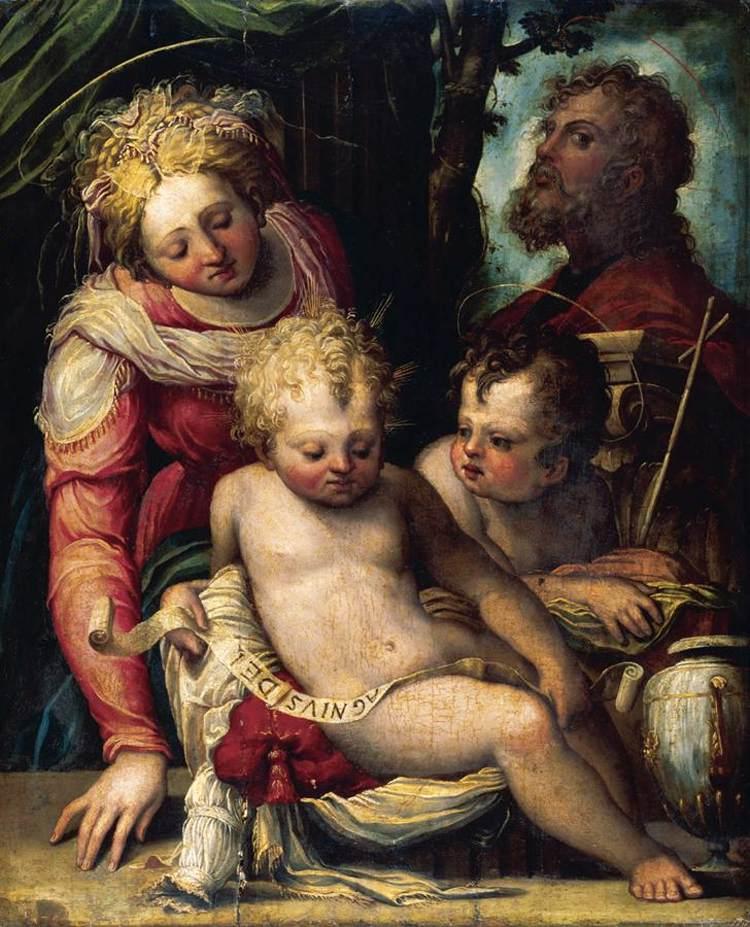
Sagrada Familia con San Juanito

Prospero Fontana (Bolonia 1512 - 1597) fue un pintor renacentista italiano.

## Biografía
Comenzó como discípulo de Inocencio da Imola. Uno de sus primeros trabajos fue como ayudante de Perin del Vaga en el Palacio Doria de Génova. A partir de 1548 trabajó entre Roma y Bolonia. En 1553 colaboró con Taddeo Zuccari en la decoración de la Villa Giulia de Roma. En 1560 realizó una breve estancia en Fontainebleau, donde trabajó con Francesco Primaticcio. Entre 1563 y 1565 fue uno de los colaboradores de Giorgio Vasari en las decoraciones del Palazzo Vecchio de Florencia. En esta última fecha fue admitido en la Accademia del Disegno florentina. A partir de 1570 se estableció definitivamente en su ciudad natal, donde sus últimas obras se vieron influidas por la corriente contramanierista. Por este motivo se vio desplazado del centro del escenario artístico boloñés, que estaba dominado por Annibale Carracci y su Accademia degli Incamminati. Fue un excelente retratista, y como tal fue presentado por Miguel Ángel al papa Julio III, convirtiéndose en uno de los pintores preferidos del pontífice.
Fue el padre de la también pintora Lavinia Fontana.

## Obras destacadas
- Transfiguración con santos (1545, San Domenico, Bolonia)
- Sagrada Familia con San Juanito (1548-51, Colección particular)
- Frescos de la Palazzina della Viola (1550, Bolonia)
  - Vida de Constantino
- Frescos del Palazzo Bocchi (1551, Bolonia)
  - Virtudes y Dioses
- Disputa de Santa Catalina (1560, Santa Maria del Baccarano, Bolonia)
- San Alesio repartiendo limosna (1576, San Giacomo Maggiore, Bolonia)